# Getulio Vargas (Uruguay)
Getulio Vargas ist eine Ortschaft in Uruguay.

## Geographie
Getulio Vargas befindet sich auf dem Gebiet des Departamento Cerro Largo in dessen Sektor 3. Sie liegt im südöstlichen Teil des Departamentos westnordwestlich von Lago Merín und südwestlich von Río Branco. In nördlicher Richtung ist Poblado Uruguay gelegen.

## Infrastruktur
Durch den Ort führt eine Eisenbahnlinie. Hier findet sich auch die Estación Getulio Vargas.

## Einwohner
Getulio Vargas hatte bei der Volkszählung im Jahre 2011 28 Einwohner, davon 18 männliche und zehn weibliche. Bei den vorhergehenden Volkszählungen von 1963 bis 2004 wurden für den Ort keine statistischen Daten erfasst.